# Чикуасен
Чикуасен (исп. Chicuasén) — посёлок в восточной части Мексики, на территории штата Веракрус. Входит в состав муниципалитета Актопан.

## Географическое положение
Чикуасен расположен в центральной части штата, на левом берегу реки Актопан, на расстоянии приблизительно 22 километров к востоку от города Халапа-Энрикеса, административного центра штата. Абсолютная высота — 350 метров над уровнем моря.

## Население
Согласно данным, полученным в ходе проведения официальной переписи 2005 года, в посёлке проживало 1454 человека (722 мужчины и 732 женщины). Насчитывалось 395 домов. По возрастному диапазону население распределилось следующим образом: 34,6 % — жители младше 18 лет, 53,6 % — между 18 и 59 годами и 11,8 % — в возрасте 60 лет и старше. Уровень грамотности среди жителей старше 15 лет составлял 85,9 %.
По данным переписи 2010 года, численность населения Чикуасена составляла 1399 человек. Динамика численности населения посёлка по годам:
| 2000 | 2005 | 2010 |
| ---- | ---- | ---- |
| 1275 | 1454 | 1399 |